# OPUS (софтвер)
OPUS је софтвер отвореног кода који служи као платформа за израду репозиторијума у отвореном приступу у складу са Протоколом за прикупљање метаподатака Иницијативе за отворене архиве (OAI PMH). Дистрибуира се у складу са Општом јавном лиценцом. Најчешће се користи на научним установама као платформа за институционалне репозиторијуме.

## Историја и развој
OPUS, изворно акроним назива Online Publikationsverbund der Universität Stuttgart (Дигитални репозиторијум Универзитета у Штутгарту), резултат је пројекта којим су руководиле Централна библиотечка служба покрајине Баден-Виртемберг и Универзитетска библиотека из Штутгарта, а који је финасирала Немачка истраживачка фондација (Deutsches Forschungsnetz). Од краја 2010. године, за његов развој задужени су Кооперативна библиотечка мрежа покрајине Берлин-Бранденбург и Центар за информациону технику „Конрад Цузе“ из Берлина. Највећи број институционалних репозиторијума у Немачкој користи OPUS као софтверску платформу. За сада, само две институције ван Немачке користе OPUS као основу за своје институционалне репозиторијуме: Институт техничких наука САНУ и Институт за филозофију и друштвену теорију Архивирано на веб-сајту  (2. април 2015) из Београда.
За развој актуелне верзије, OPUS 4, задужени су Кооперативна библиотечка мрежа покрајине Берлин-Бранденбург и Центар за информациону технику „Конрад Цузе“ из Берлина.

## Технички детаљи
OPUS 3.x написан је у програмском језику PHP 4. Актуелна верзија, OPUS 4, написана је у програмском језику PHP (верзија 5.3) и заснива се на развојном окружењу Zend Framework и систему за претраживање Solr. Подаци се похрањују у MySQL базу података. Обе верзије OPUS-а развијене су у LAMP окружењу.
- OPUS је једноставна платформа која омогућава депоновање различитих типова докумената у различитим дигиталним форматима. Депоновање докумената, формирање колекција и унос метаподатака обављају се посредством веб интерфејса. Метаподаци се лако могу преузимати од стране других сервиса (нпр. OAI service providers, Google Scholar, WorldCat) посредством OAI PMH протокола.
- OPUS подржава URN (Uniform Resource Names – Јединствени назив ресурса) атрибуте за трајну идентификацију дигиталних објеката.
- OPUS има има уграђен систем лиценцирања докумената и допушта коришћење различитих типова лиценци (Digital Peer Publishing, Creative Commons, etc.).
- OPUS подржава OAI-PMH 2.0 протокол.
- OPUS подржава XmetaDiss формат за метаподатке, заснован на Dublin Core стандарду за метаподатке.
- OPUS подржава XmetaDissPlus, формат за метаподатке, заснован на Dublin Core стандарду за метаподатке
- OPUS користи контролни збир (checksum) на крај блока података.